# Admira (značka)
Admira byla značka českých filmových kamer na úzký film. Autorem značky i první kamery v řadě byl brněnský konstruktér Jindřich Suchánek, po znárodnění v roce 1948 byly Admiry vyráběny v rámci národního podniku Meopta. V průběhu poválečné historie byly až do osmdesátých let dvacátého století vyráběny různé varianty na 8 mm, Super 8 mm i 16 mm film, a to jak ve variantách s mechanickým, tak i elektrickým pohonem.

## Historie

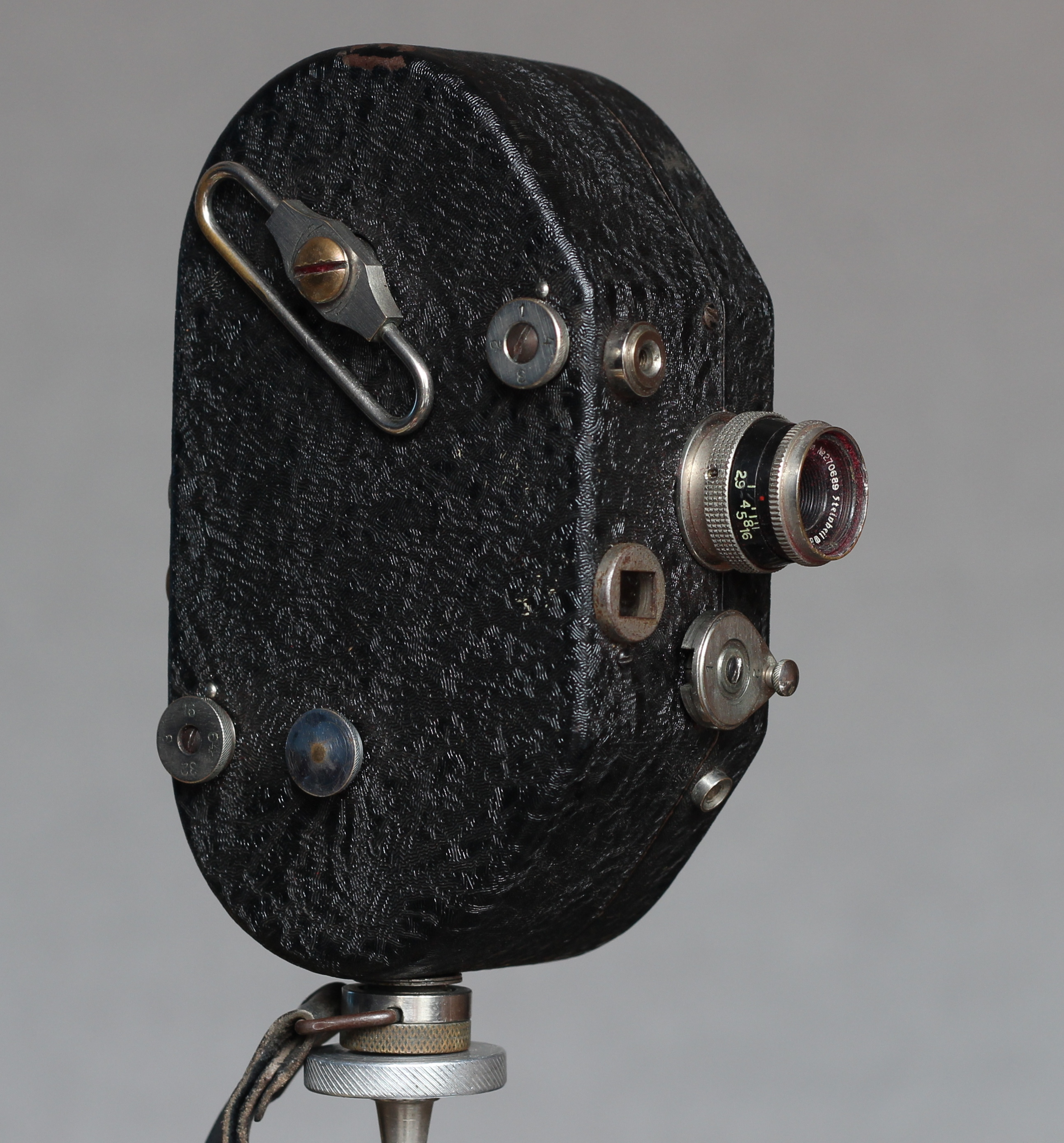
Admira 8 – "ledvinka" Jindřicha Suchánka

Jindřich Suchánek ve svém podniku v roce 1932 uvedl kameru Admira 16 na film 16 mm. Název pro kameru vymyslel propagátor amatérské kinematografie a přispěvatel do rubriky "Fotografujeme" v Lidových novinách Norbert Havlíček, jenž měl na Suchánka značný vliv. Admira vychází z francouzského slova "admirable" tj. "podivuhodný".  Admira 16 (či "Akro Admira 16") podle dobových informací stála 1990,- Kčs, dodávala se s objektivem Steinhal Cassar 1 : 2,9 a na revolverové desce umožňovala používat zároveň až tři různé objektivy. Rychlost snímání bylo možné regulovat v rozsahu 8–128 obrázků za sekundu.

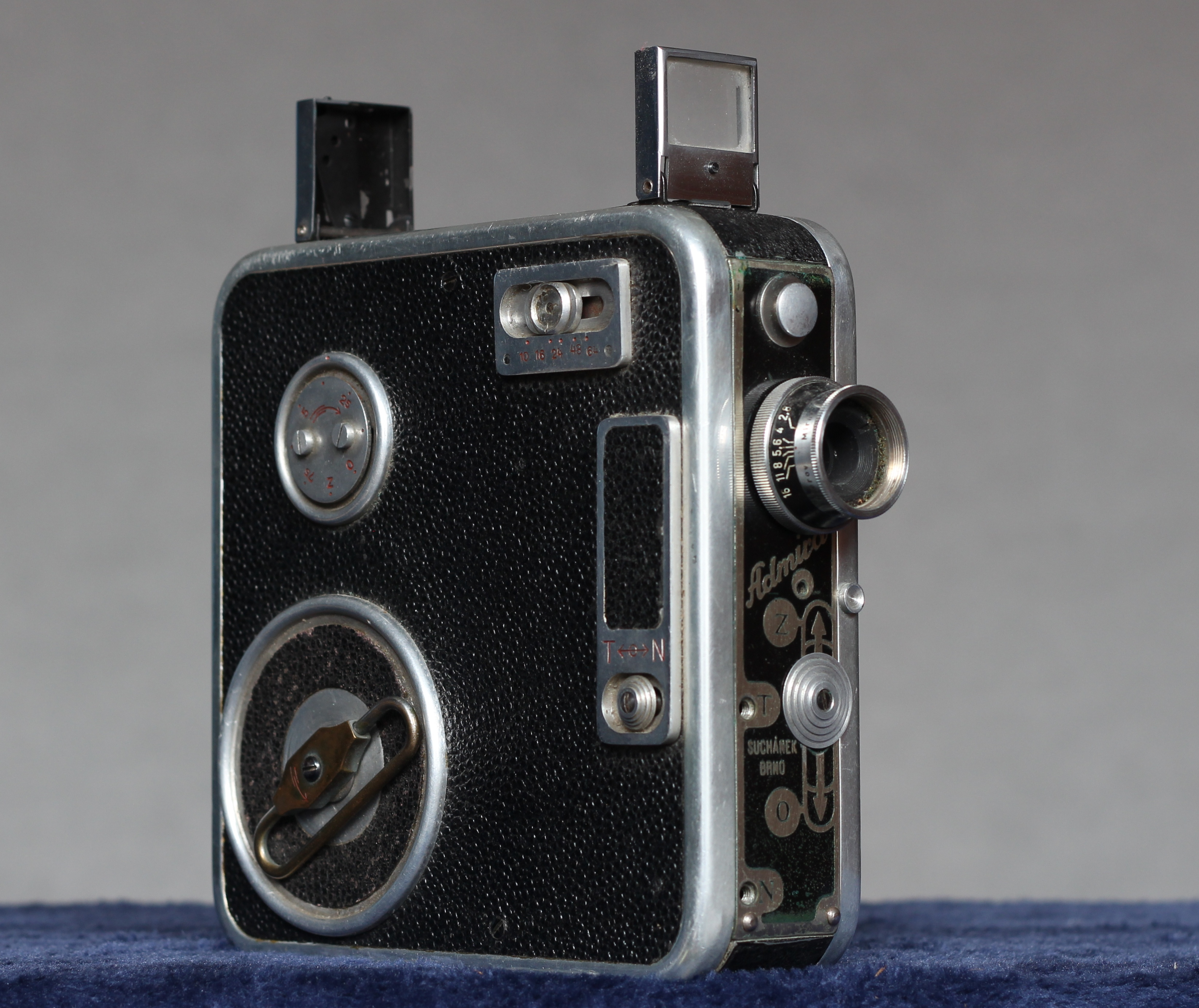
Suchánkova Admira 8C

O rok později byla na trh uvedena Admira na film 9,5 mm (nazývaná "ledvinka", s objektivem Steinheil Casar 1: 2,9/20 mm) a později model Admira 8 na film 8 mm (obj. 1 : 2,8/12,5 mm). Vývoj pokračoval a do začátku čtyřicátých let Suchánek uvedl další modely Admira 8, které svojí podobou předjímají poválečnou výrobu v podniku Meopta. Číslice za názvem kamery označuje velikost filmového materiálu, pro který je přístroj určen, písmeno pak model – tento princip se s menšími úpravami udržel po celou dobu výroby. Kamery byly poháněny nataženým pérem a spoušť umožňovala volit různé druhy snímání (běžný chod, jednotlivé snímky, trvalé snímání, zajištění spouště). Mimo prvního modelu Admiry 9,5mm, který měl pouze rychlost 16 snímků za vteřinu, měly tyto kamery možnost volit 8, 16 a 32 snímků za vteřinu, Admira 8 potom ještě 64 snímků za vteřinu. První Admiry byly vyráběny ručně.
Po znárodnění v roce 1948 přešla výroba do národního podniku Meopta a Suchánkova továrna vyrábějící mj. i Admiry, byl přejmenována na n. p. Meopta Brno. Až do roku 1976, kdy byla výroba kamer ukončena, vycházela ze Suchánkových konstruktérských návrhů a modelů, které dále rozvíjela. V padesátých letech ještě Suchánek na výrobě Admir jako externí konstruktér spolupracoval.

## Modely
Meopta Brno vyvinula a vyráběla tyto modely kamer Admira na úzký film:

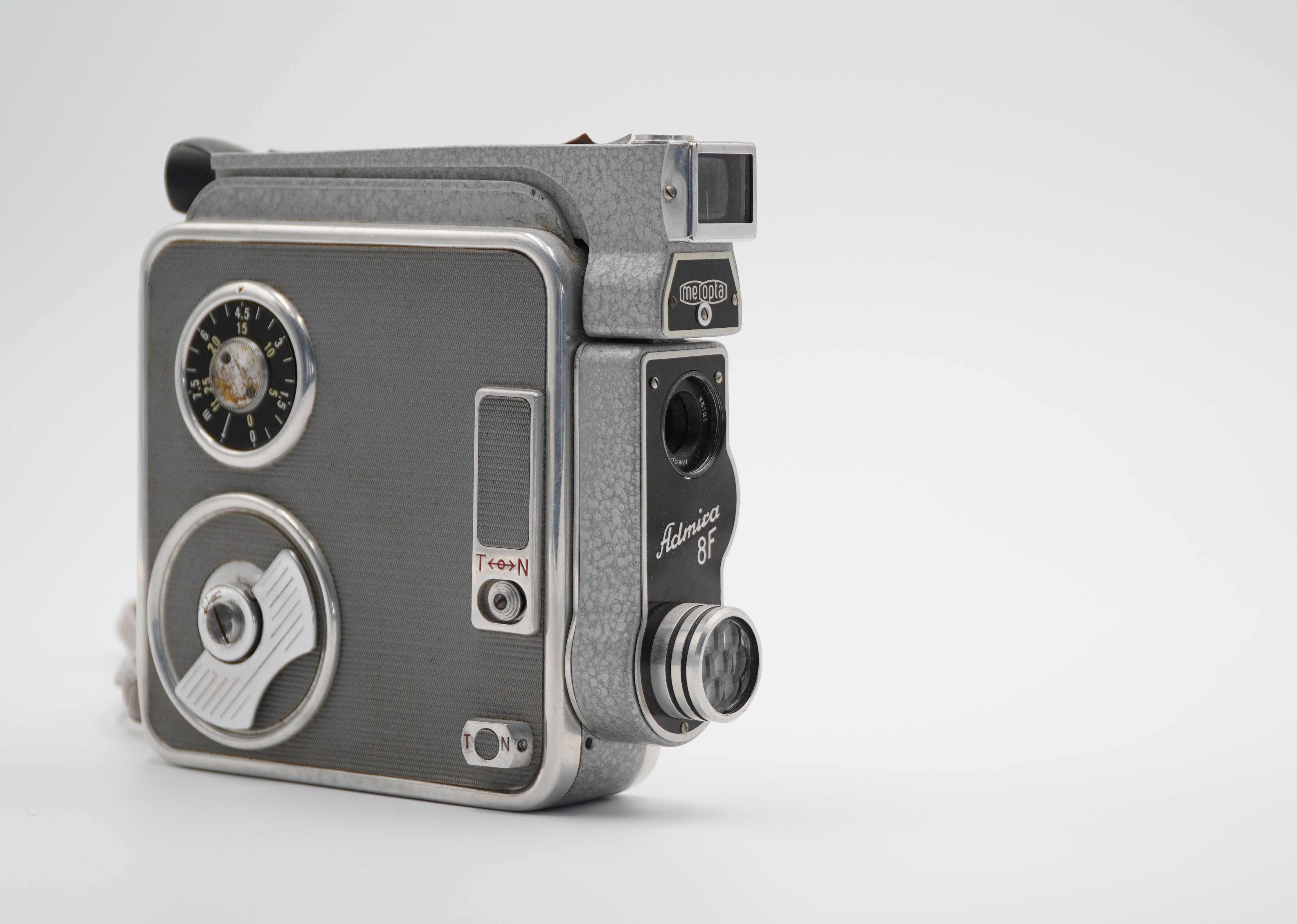
Admira 8F (Meopta)

- Admira 8 C (8 mm) – objektiv Mirar 1:2,8/125mm fixfokus, vyměnitelný, obrazové frekvence 10, 16, 24, 48 a 64 snímků za vteřinu (osvitová doba 1/30, 1/50, 1/75, 1/150 a 1/200 vteřiny). Poháněno pérem, na jedno natažení bylo možné natočit 2,5 m filmu. Průhledový, sklopný hledáček.[6]

- Admira 8 E (8 mm) – varianta Admiry 8 C, stejné charakteristiky.
- Admira 8 F (8 mm) – odlišný design od C a E, obsahuje navíc počítadlo obrazových políček a poloautomatický expozimetr. Jediná obrazová frekvence 18 snímků za vteřinu (1/54 vteřiny). Fixfokus byl pevně zabudovaný.[7]

- Admira 8 IIa (8 mm) – dva objektivy na karuselu (dodávaly se Mirar 1:2,8/12,5 mm, Mirar 1:2,8/6,25 mm a tele-Mirar 1:3,5/35mm), spřažené ozubeným kolem pro synchronizaci ostření (existuje i varianta bez tohoto spřažení a bez páčky pro zpětný chod), nastavitelná frekvence 12, 18, 24, 36 a 48 snímků za vteřinu (1/30, 1/50, 1/75, 1/100 a 1/150 vteřiny), počítadlo obrazových políček.[7]

- Admira A8 G supra (Super 8mm) – objektiv Mirar 1:2,8/125 mm fixfokus. Jediná obrazová frekvence 18 obrázků za vteřinu (1/50 vteřiny). Pérový pohon má kapacitu 2 m filmu. Existují varianty 0, 1 a 2, které se liší pouze způsobem expozice – 0 označuje expozici odhadem dle tabulky, 1 poloautomatický selenový expozimetr, 3 pak automatický systém s CdS fotoodporem. Inovací této základní řady vznikly kamery A8 L1 a L2 supra s elektrickým pohonem a třemi obrazovými frekvencemi. Ve stádiu prototypu zůstal náročnější typ L 225 s pankratickým objektivem Mirar 1:2,8/13–30 mm.[8]
- Admira 16 D (16 mm) – dva vyměnitelné objektivy na karuselu (Plasmat 1:1,5/25 mm a Plasmat 1:1,5/50 mm), obrazové frekvence 8, 16, 24 a 48 snímků za vteřinu s možností prokládání (osvitová doba 1/25, 1/50, 1/75, 1/150 vteřiny). Optický průhledový hledáček s vyrovnáváním paralaxy.[6]
- Admira 16 A a 16 A1 electric (16 mm) – obě mají pohon na elektromotor (6xAA 1,5V), natáčí se v obrazové frekvenci 8, 16, 24 a 32 snímků za vteřinu, jednoduchý průhledový hledáček s nedořešenou paralaxou a velmi malým obrazovým polem. Liší se objektivy – model A byl osazen jediným výměnným objektivem, typ A1 měl otočný karusel. Díky normalizovanému závitu "C" bylo možné využít velkou šíři objektivů (Meopta dodávala např. Largor 1:1,8/12,5mm či Openar 1:1,8/40mm nebo 1:2,8/80 mm). Bez expoziční automatiky.[8]